# Akeley (Buckinghamshire)
Akeley es un pueblo y una parroquia civil del distrito de Aylesbury Vale, en el condado de Buckinghamshire (Inglaterra). Según el censo de 2001, Akeley estaba habitado por 545 personas en 215 viviendas.